# Oranier-Gedächtniskirche (Wiesbaden)

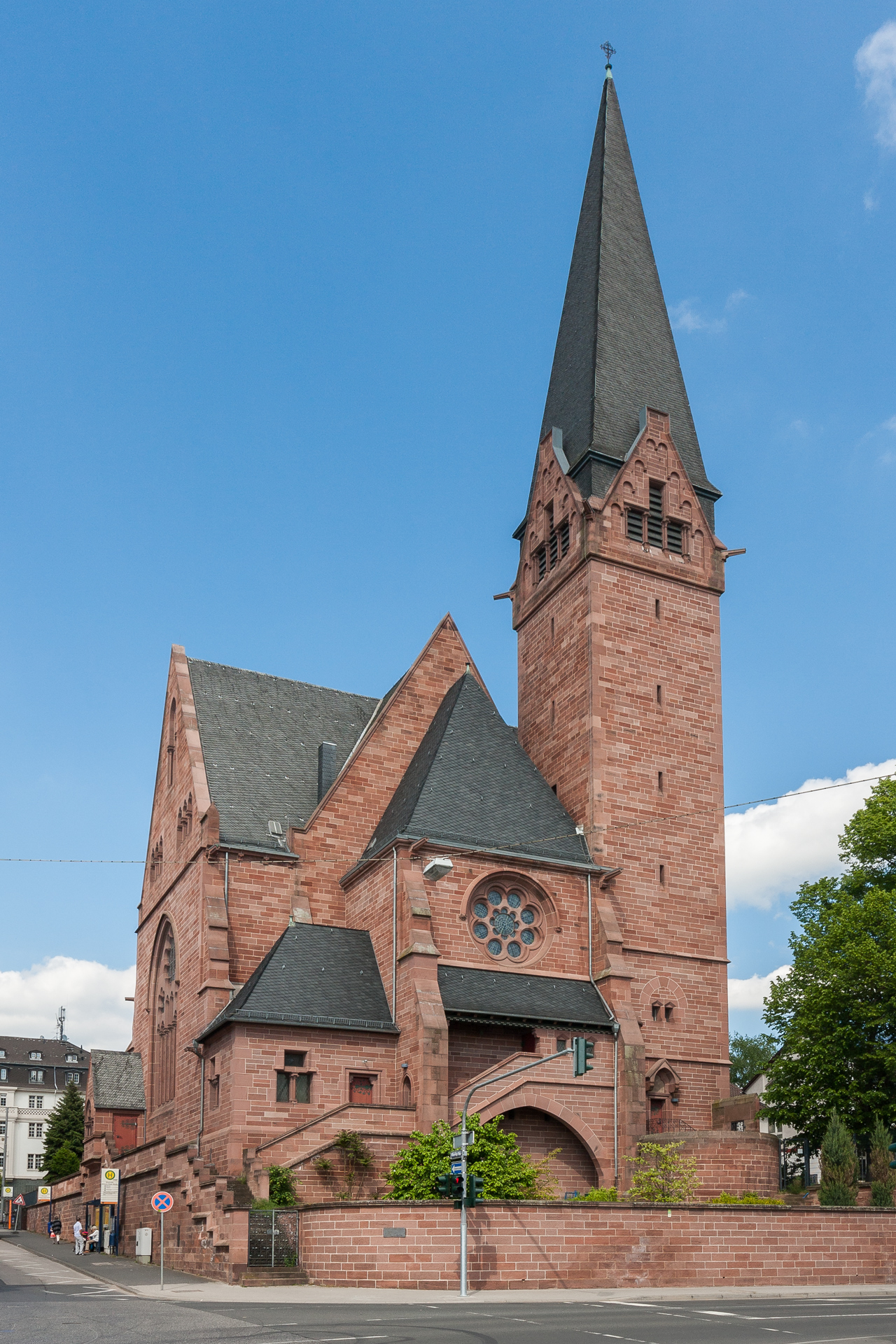
Südseite der Oranier-Gedächtniskirche

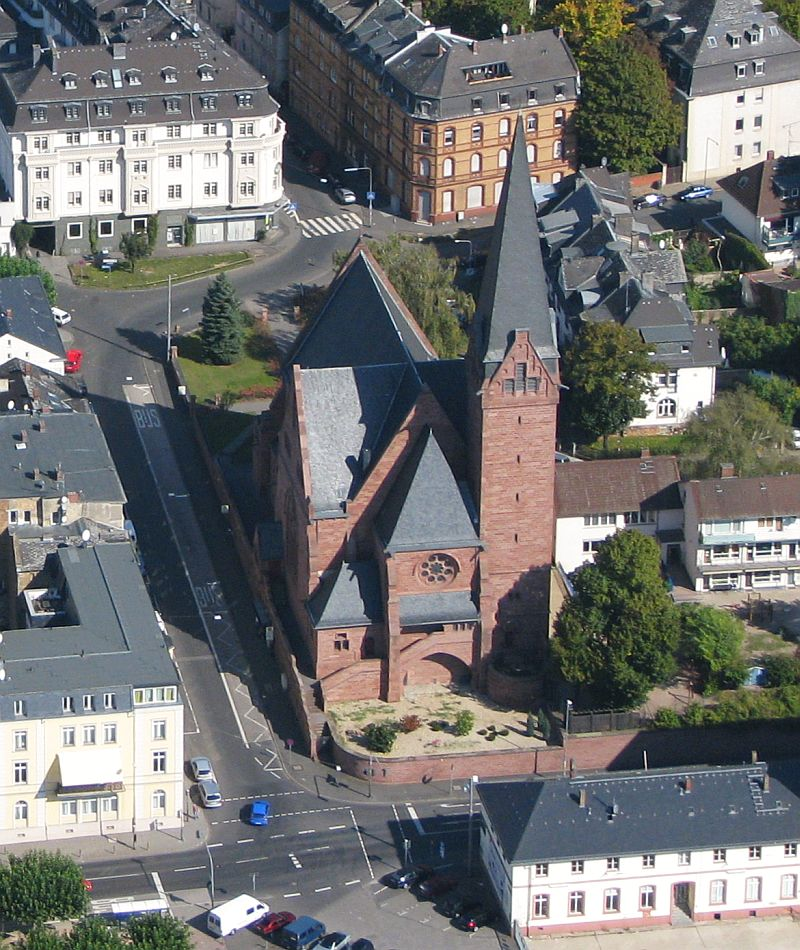
Luftbild der Oranier-Gedächtniskirche

Die Oranier-Gedächtniskirche ist nach der Hauptkirche die zweitälteste der fünf evangelischen Kirchen im Wiesbadener Stadtteil Biebrich. Sie liegt am Rheinufer in der Nähe des Biebricher Schlosses.

## Geschichte

### Baugeschichte
Mit dem Ende des Herzogtums Nassau 1866 und dem Entstehen neuer Fabriken am Rhein wuchs die Bevölkerung von Biebrich sehr stark an. Dadurch reichte der Platz in der Hauptkirche nicht mehr aus und eine zweite evangelische Kirche wurde benötigt. So war man bereits im Februar 1899 auf der Suche nach einem geeigneten Grundstück. Das Gelände des (ehemaligen) Rheinbahnhofes, das dem preußischen Wasserbaufiskus gehörte, schien für diesen Zweck am geeignetsten zu sein. Deshalb richtete der Kirchenvorstand am 25. Februar 1899 ein Bittgesuch an Kaiser Wilhelm II. und bat um Überlassung dieses Grundstückes. Diesem Gesuch wurde „durch allerhöchsten Erlass“ stattgegeben. Die Gemeinde erhielt das Grundstück für 2000 Mark, also praktisch geschenkt, da der tatsächliche damalige Wert bei etwa 75 000 Mark lag. 
Für den Kirchenbau wurde ein Architektur-Wettbewerb ausgeschrieben. Insgesamt wurden 122 fertige Entwürfe vorgelegt. Das Preisgericht entschied sich für den Entwurf des Architekten Karl von Loehr, der mit kleinen Änderungen dann auch realisiert wurde.
Der erste Spatenstich erfolgte am 1. April 1902 (dem Geburtstag des Fürsten Bismarck). Die Feier wurde vom ersten Pfarrer der Gemeinde Camill Gerbert geleitet. Die Grundsteinlegung erfolgte am 5. Oktober 1902 und anschließend der Baubeginn. Die künstlerische Bauleitung hatte von Loehr. Von außen ist deutlich zu erkennen, das als Baustil die Neogotik gewählt wurde. Die Kirche sollte mit ihrem 59 Meter hohen Turm weit sichtbar sein und ein evangelisches Bollwerk am „katholischen Rhein“ darstellen.
Die Oberaufsicht der Bauleitung wurde dem Oberbaurat Professor Carl Schäfer übertragen, der Bauwerksmeister Adolf Kieß aus Tübingen hatte die technische Leitung inne. Am 15. Mai 1905 war dann die Einweihung. Die Kosten des Baues hatten sich mit 560.000 Mark gegenüber der ursprünglich veranschlagten Summe nahezu verdoppelt.
Die Glasfenster schuf gemäß dem Werkverzeichnis Otto Linnemann aus Frankfurt. Sie gingen im Zweiten Weltkrieg unwiederbringlich verloren, selbst Dokumentationsmaterial ist nicht vorhanden.
Zur feierlichen Einweihung am 15. Mai 1905 ließ Kaiserin Auguste Viktoria eine kostbare Altarbibel überreichen. Im gleichen Jahr, am 24. Mai 1905, besuchte das Kaiserpaar Biebrich und Wilhelm II. besichtigte die Kirche und trug sich ins goldene Kirchenbuch ein.

### Namensherkunft
Der Name Oranier leitet sich von Wilhelm von Oranien ab, dem bedeutendsten Vertreter der ottonischen Linie der Oranier, der sich als Vorkämpfer des Protestantismus in den Niederlanden den Spaniern entgegenstellte. Entsprechend wehrhaft fiel auch der Beinamen der Kirche aus, die oft ein protestantisches Bollwerk am katholischen Rhein genannt wurde, eine Bezeichnung, die von der erhabenen Lage über dem Flusslauf unterstützt wird.

### Erster Weltkrieg

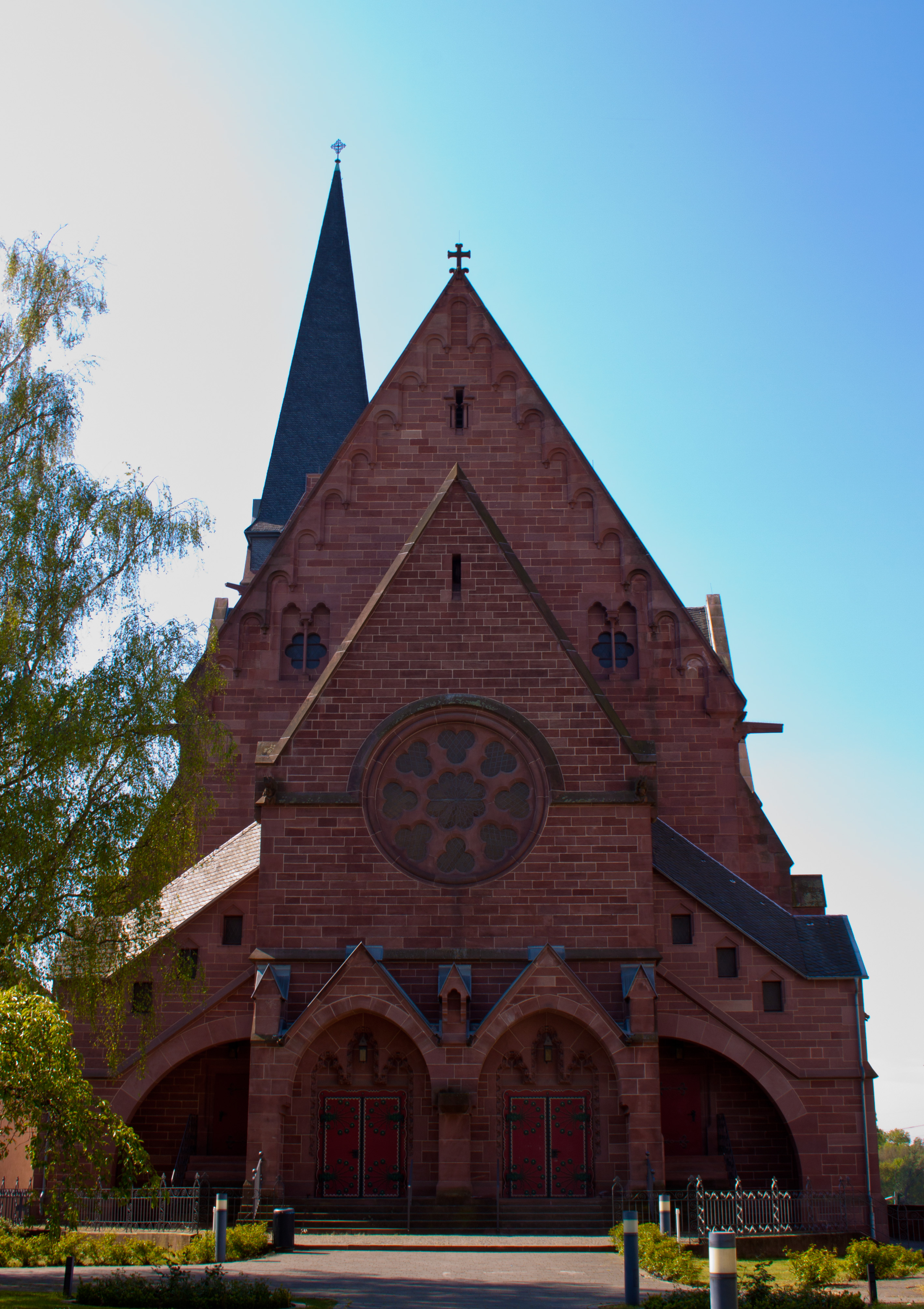
Eingang der Oranier-Gedächtniskirche

Der Erste Weltkrieg ging nahezu spurlos an der Kirche vorbei. Durch Protektion des Kaisers mussten nicht einmal die Glocken der Waffenindustrie geopfert werden. An diese Zeit erinnert die Kriegergedächtnisstätte im Vorraum der Kirche, die 1931 feierlich übergeben wurde und die Namen von fast 600 Gefallenen trägt.

### Zweiter Weltkrieg
Die Glocken der Oranier-Gedächtniskirche wurden im Zweiten Weltkrieg eingeschmolzen. Bei einem Angriff auf Biebrich vom 2. auf den 3. Februar 1944 wurde auch die Kirche von Brandbomben getroffen. Hierbei wurden weite Teile des Dachstuhls und des Gewölbes in Mitleidenschaft gezogen, ebenso waren die Kirchenfenster zerstört. Mauerwerke und Turm waren weitgehend erhalten geblieben.

### Wiederaufbau
Nach dem Krieg erfolgte der Wiederaufbau und im Dezember 1952 wurde die neue Orgel eingeweiht. 1956 erhielt die Kirche neue Glocken.
1967 wurden zwei Seitenfenster nach Entwürfen von Margret Thomann-Hegner in der Kirche eingesetzt. Das eine zeigt Jesus Christus vor Pilatus, das andere das Pfingstereignis (Herabkunft des Heiligen Geistes).
Von Januar bis Mai 1973 wurde der Innenraum der Kirche renoviert und ab 1997 wurde die Fassade umfassend saniert, was mit Hilfe eines im Februar 1997 gegründeten Fördervereins finanziert werden konnte.

## Glocken
Für die Kirche waren vier Glocken vorgesehen, die von der Firma Franz Schilling, Apolda gegossen wurden und bereits am 22. August 1904 geliefert wurden. Sie trugen folgende Namen:
- Wilhelmus von Nassauen (80 Zentner)
- Martin Luther (46 Zentner)
- Huldreich Zwingli (32 Zentner)
- Johann Calvin (22 Zentner)

Bis auf die Johannes Calvin gingen die drei restlichen Glocken im Zweiten Weltkrieg verloren und mussten ersetzt werden. Das Verlangen der Gemeinde nach neuen Glocken wurde mit Erfolg gekrönt. Am 12. August 1956 konnten drei neue Glocken geliefert werden. Die Glocken, die in Bochum gegossen wurden, sind nach den Tönen a-c-d-e abgestimmt und haben nunmehr lediglich ein Gesamtgewicht von 130 Zentner. Sie tragen die alten Namen:
- Wilhelmus von Nassau (56 Zentner)
- Martin Luther
- Huldreich Zwingli
- Johann Calvin (alt)

## Orgel
Die Orgel der Gedächtniskirche wurde 1905 von der Orgelbaufirma E. Friedrich Walcker & Cie. (Ludwigsburg) erbaut. In den 1950er und 1960er Jahren wurde das romantische Instrument entsprechend den damaligen Klangidealen nachhaltig verändert. In den Jahren 2003 und 2008 wurden einige Register nachträglich hinzugefügt, anstelle der im Zuge der „Barockisierung“ ersetzten historischen Register. Zudem erneuerte der Orgelbauer Markus Graser die schadhaften Keilbälgchen. Auf diese Weise wurde die Orgel bis 2008 wieder weitgehend auf ihren ursprünglichen romantischen Zustand zurückgeführt. Das Kegelladen-Instrument verfügt über 42 Register auf drei Manualen und Pedal (2780 Pfeifen) und zählt zu den größten Orgeln Wiesbadens. Die Trakturen sind elektro-pneumatisch.
| I Hauptwerk C–g3 |       |   |
| Prinzipal        | 16′   |   |
| Prinzipal        | 8′    |   |
| Holzflöte        | 8′    |   |
| Viola di Gamba   | 8′    | N |
| Gemshorn         | 8′    |   |
| Oktave           | 4′    |   |
| Rohrflöte        | 4′    |   |
| Quinte           | 2 ⁄3′ |   |
| Oktave           | 2′    |   |
| Blockflöte       | 2′    |   |
| Mixtur III–IV    |       |   |
| Trompete         | 8′    |   |

| II Brustwerk C–g3 |     |
| Quintade          | 16′ |
| Hornprinzipal     | 8′  |
| Konzertflöte      | 8′  |
| Holzgedackt       | 8′  |
| Prinzipal         | 4′  |
| Nachthorn         | 4′  |
| Schwiegelpfeife   | 2′  |
| Sesquialtera II   |     |
| Scharfzimbel IV   |     |
| Krummhorn         | 8′  |

| III Schwellwerk C–g3 |     |   |
| Bourdon              | 16′ |   |
| Prinzipal            | 8′  |   |
| Spitzflöte           | 8′  |   |
| Gedackt              | 8′  |   |
| Aeoline              | 8′  | N |
| Vox celeste          | 8′  | N |
| Oktave               | 4′  |   |
| Flaute dolce         | 4′  |   |
| Mixtur IV            |     |   |
| Oboe                 | 8′  | N |
| Tremolo              |     |   |

| Pedal C–f1    |         |   |
| Prinzipalbass | 16′     |   |
| Violonbass    | 16′     |   |
| Subbass       | 16′     |   |
| Gedacktbass   | 16′     |   |
| Quintbass     | 10 2⁄3′ |   |
| Oktavbass     | 8′      |   |
| Flötenbass    | 8′      |   |
| Choralbass    | 4′      |   |
| Posaune       | 16′     |   |
| Trompete      | 8′      | N |

- Koppeln: II/I, III/I, III/II, I/P, II/P, III/P
- Spielhilfen: drei freie Kombinationen, eine freie Pedalkombination, Crescendo-Walze, Zungenabsteller, Tutti
- Anmerkung:

N = nachträglich (2003, 2008) hinzugefügtes Register im Zuge der Rückführung nach den Veränderungen in den 1950er und 1960er Jahren

## Kirchliche Zugehörigkeit
Die zum Evangelischen Dekanat Wiesbaden gehörende Kirchengemeinde vereinigte sich im Jahr 2017 mit der (vormals) zum Evangelischen Dekanat Rüsselsheim gehörenden benachbarten Gustav-Adolf-Kirche im Wiesbadener Vorort Mainz-Amöneburg zur Oranier-Gedächtnisgemeinde. Die Gemeinde gehört zur Evangelischen Kirche in Hessen und Nassau (EKHN).